# Sreteška Gora
Sreteška Gora (cyr. Сретешка Гора) – wieś w Czarnogórze, w gminie Kolašin. W 2011 roku liczyła 8 mieszkańców.